# Sagresaure
Sagresaure és una bèstia festiva i popular vinculada al barri de la Sagrera (Barcelona). És la primera figura foguera amb forma de dinosaure del bestiari festiu i popular de la ciutat. Pertany a la colla Drac i Diables de la Sagrera i surt amb el Drac Volador, l'altra peça de la comparsa.

És obra dels artistes Albert Ciurana, Ricard Cerdán i Joan Carles Montagut. Va néixer el 1992 gràcies a la iniciativa de la colla, que al principi dels anys noranta va decidir d'incorporar una nova bèstia que sortís amb els diables i que animés la festa major de la Sagrera, on participa cada any. La figura actual és una rèplica de l'original que l'artista Dolors Sans va fer el 2011 i que es va estrenar per les festes de la Mercè d'aquell mateix any.
El Sagresaure és una peça que pot fer funcions diferents: el trobem en correfocs i espectacles pirotècnics de tota mena, traient guspires de divuit punts diferents, o en cercaviles i més celebracions diürnes, ruixant el públic amb l'aigua que fa sortir de la boca.